# Костойчинова воденица
Костойчиновата воденица (на македонска литературна норма: Костојчинова воденица) е традиционна воденица, намираща се в стружкото село Вевчани, Северна Македония. Воденицата, разположена на Вевчанската река, заедно със съседните Костойчинов вир и Костойчинова валавица е обявена за важно културно наследство на Република Македония.

## Воденица
Воденицата е изградена от Борис Костойчиноски в 1940 – 1941 година. Съоръжението се снабдява с вода от реката чрез дървени корита, които са запазени в оригинален вид. Водата се регулира с гечме. Воденицата е иззидана от камък и е покрита с керемиди. В 2007 – 2008 година са обновени външните стени. Състои се от задвижваща и преработваща част. Водата се хваща в стеснено в края корито, наречено цифун. Колелото е дървено с перки кутлици. То върти вретеното, а за спиране на работата на воденицата, тоест на водата има дълга дървена част ставяло. Вътрешната част е изцяло запазена в оригинален вид – дървен кош за житото за мелене, пърплица, която тресе житото, което пада в камъните за мелене, горен и долен воденичен камък, старец за регулиране на работата на камъните, дъсчен под, на който пада брашното, кутлица – лопатка за загребване на жито или брашно.